# Landscape with Invisible Hand
Landscape with Invisible Hand ist ein US-amerikanischer Spielfilm von Cory Finley aus dem Jahr 2023. Die Premiere des Science-Fiction-Films erfolgte im Januar 2023 beim 39. Sundance Film Festival.

## Handlung
Als die Erde von Außerirdischen übernommen wird, die die Wirtschaft kontrollieren, entwickeln zwei Teenager einen Plan, um ihre Familien zu retten.

## Hintergrund
Es handelt sich um den dritten Spielfilm des preisgekrönten US-amerikanischen Filmregisseurs und Drehbuchautors Cory Finley.

## Veröffentlichung
Die Uraufführung von Landscape with Invisible Hand erfolgte am 24. Januar 2023 beim Sundance Film Festival in der Sektion Premieres. In Deutschland wurde der Film am 17. November 2023 in das Programm von Amazon Prime aufgenommen.